# Camerino
Camerino ist eine Kleinstadt mit 6041 Einwohnern (Stand 31. Dezember 2023) in der Provinz Macerata, Region Marken in Italien.
Die Stadt liegt im Apennin, unweit der Grenze zwischen den Regionen Marken und Umbrien, zwischen den Tälern der Flüsse Potenza und Chienti. Das Gebiet der Gemeinde umfasst 129 km².
Auf dem Gemeindegebiet liegen zugelassene Rebflächen zur Erzeugung des bekannten Weißweins Verdicchio di Matelica.
Camerino ist Sitz des römisch-katholischen Erzbistums Camerino-San Severino Marche und der Universität Camerino, die auf das 14. Jahrhundert zurückgeht und damit zu den ältesten Universitäten weltweit zählt.

## Geschichte

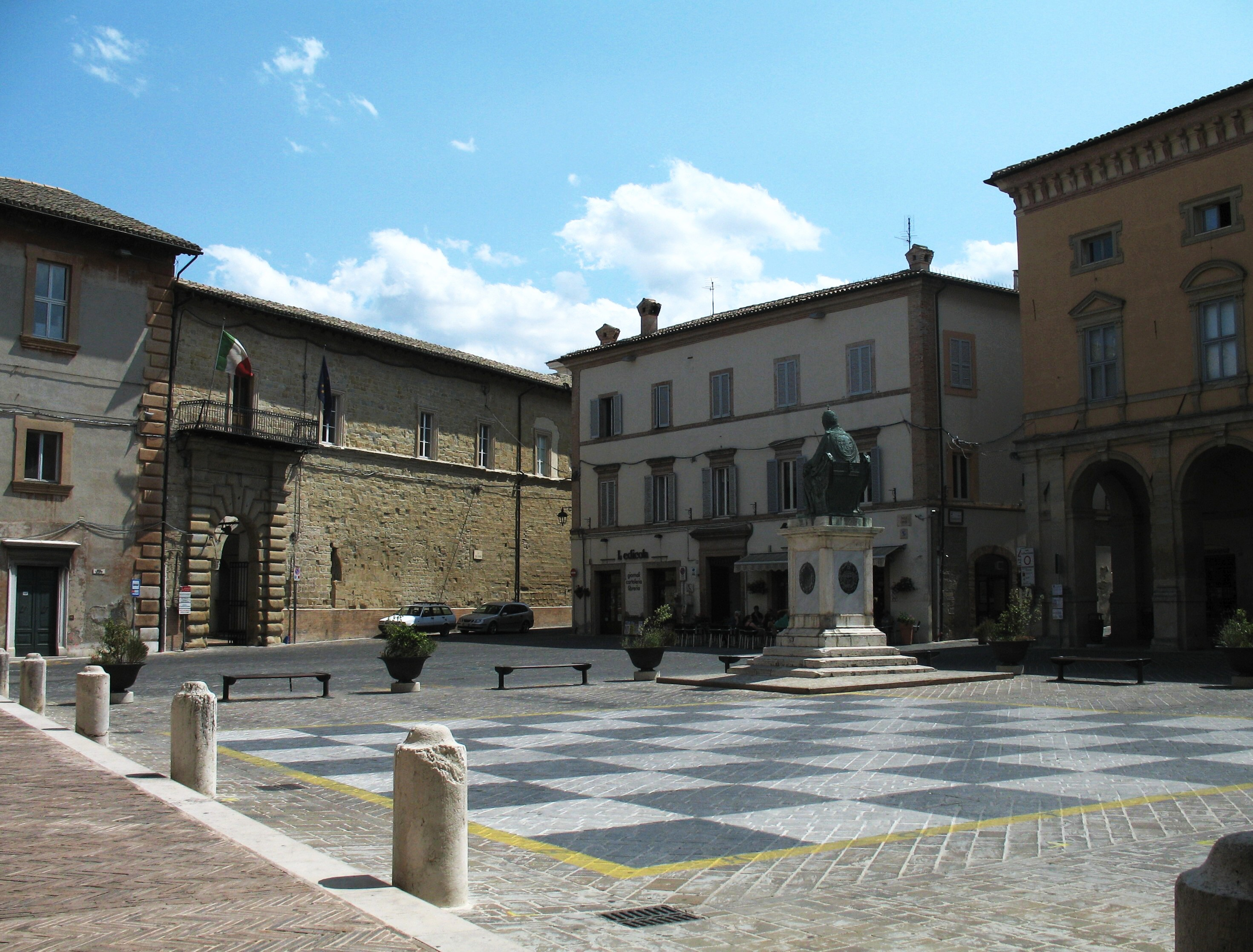
Piazza Cavour in Camerino

Im Jahr 309 v. Chr. wurde die Stadt erstmals, im Rahmen eines Abkommens mit Rom, urkundlich erwähnt. In der Nähe der Stadt fand im Dritten Samnitenkrieg um das Jahr 295 v. Chr. die Schlacht von Camerinum statt, in der die Römer von der gegnerischen samnitisch-etruskisch-gallischen Koalition besiegt wurden.
1377 wurde die Stadt von Papst Gregor XI. zur Universitätsstadt erklärt, nachdem sich bereits seit Anfang des 13. Jahrhunderts Schulen für Recht, Medizin und Literatur etabliert hatten. 1444 wurde der 16-jährige Giulio Cesare da Varano Herrscher über Camerino; er entwickelte die bis heute unveränderte Struktur der Stadt. 1502 wurde er von Cesare Borgia ermordet, der nun die Macht übernahm und dort die „Rocca dei Borgia“ (Burg der Borgia) erbauen ließ. Bereits 1503 konnte jedoch Giovanni da Varano die Stadt wieder in Besitz nehmen und das Herzogtum bis 1527 regieren.
Nach dessen Ableben fiel das Herzogtum Camerino an seine Erbtochter Giulia da Varano (1523–1547), die seit 1534 mit Guidobaldo II. della Rovere, Herzog von Urbino, verheiratet war. 1539 fiel das Herzogtum Camerino an den Kirchenstaat.
Im Jahre 1540 wurde  der sechzehnjährige Ottavio Farnese von seinem Großvater Papst Paul III. in einem geheimen Konsistorium zum erblichen Herzog von Camerino und zum Herren von Nepi erhoben. Er musste jedoch schon 1545 – anlässlich der Erhebung seines Vaters Pier Luigi II. Farnese zum Herzog von Parma und Piacenza – auf dieses Herzogtum verzichten und wurde von diesem durch die Abtretung des Herzogtums Castro entschädigt.
Nach 1545 stand Camerino unter der direkten Kontrolle  des Heiligen Stuhles und wurde Residenz einer Apostolischen Delegation, was zu einer langen Phase der Stabilität, aber auch zu einem langsamen Niedergang der Bedeutung der Stadt führte.
Die Erdbeben der zurückliegenden Jahrhunderte richteten wie zuletzt beim Erdbeben in Mittelitalien 2016 wiederholt große Schäden an; dennoch ist bis heute die einstige Blüte des Herzogtums erkennbar.

### Zweiter Weltkrieg
Nachdem die alliierten Truppen die Gustav-Linie nach Ende der Schlacht um Monte Cassino am 18. Mai 1944 durchbrochen hatten, begingen Wehrmachtsverbände beim Rückzug nach Norden mehrere Kriegsverbrechen. Angehörige der Gebirgsjäger ermordeten bei den Massakern im Raum Camerino zwischen dem 20. und dem 24. Juni 1944 über 80 Männer, darunter auch viele Zivilisten. Am 1. Juli 1944 wurde das Gebiet von alliierten Truppen befreit. Zum zehnjährigen Gedenken wurde 1954 an der Viale Giacomo Leopardi eine Gedenktafel mit den Namen der 84 Opfer errichtet. 1974 wurde das Mahnmal durch das 20 Meter lange Monumento ai martiri della resistenza erweitert.

## Sehenswürdigkeiten

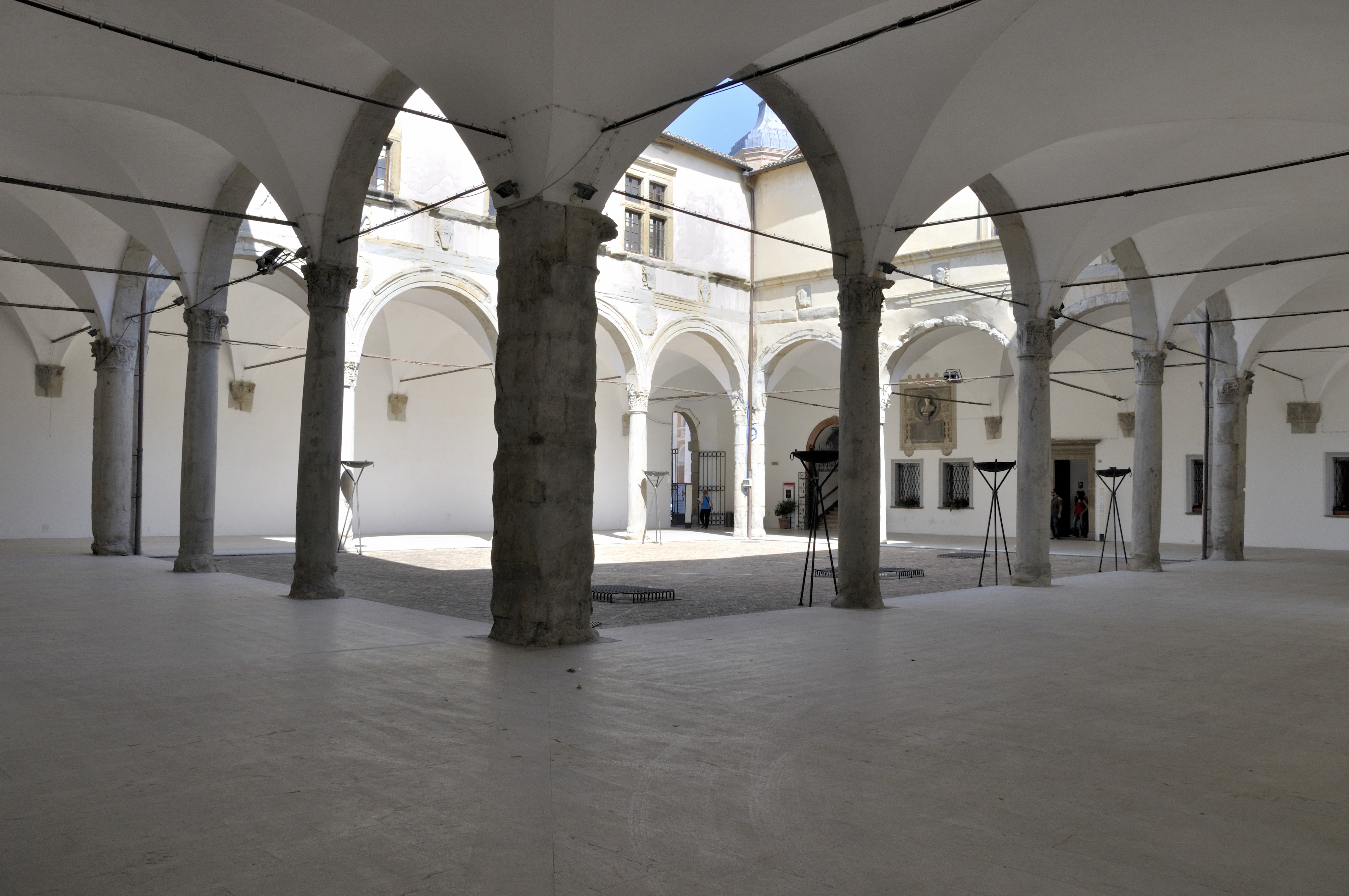
Innenhof im Palazzo Ducale

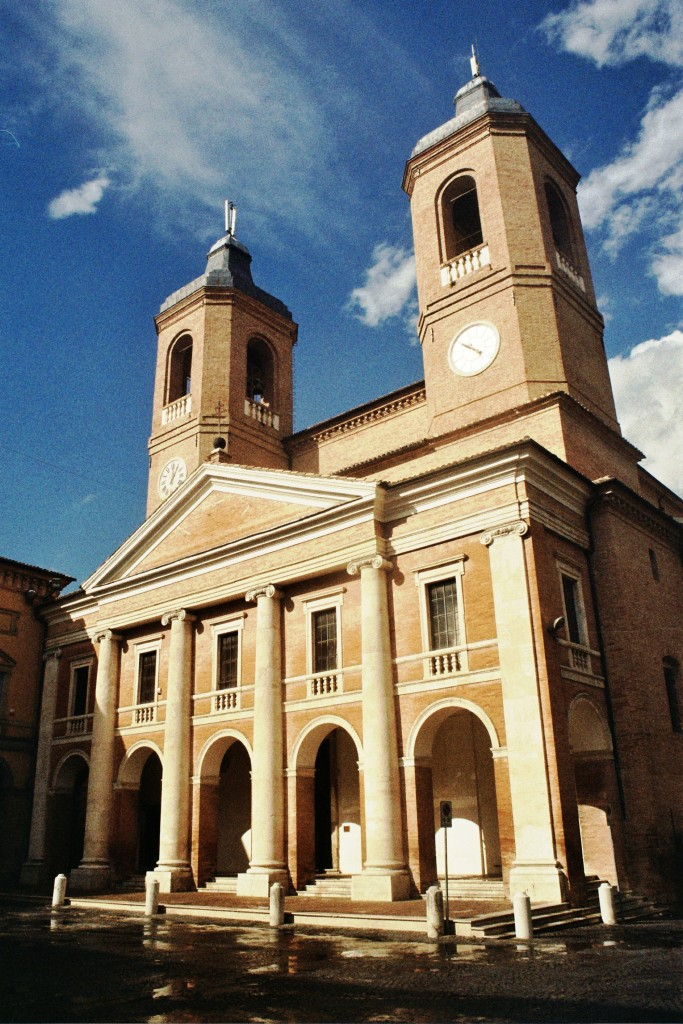
Dom von Camerino

Das Zentrum von Camerino wird von dem Herzogspalast (Palazzo Ducale) geprägt. Er besteht aus drei einstmals eigenständigen Gebäudeteilen, die von Giulio Cesare zusammengeführt wurden: dem Palazzo Gentile aus dem 13. Jahrhundert, dem Palazzo Venanzio aus dem 14. Jahrhundert sowie dem Palazzo Nuovo aus dem 15. Jahrhundert. Von 1489 bis 1492 ließ Cesare die Gärten unterhalb des Palasts anlegen. Mit dem Ende der Herrschaft der Familie da Varano gingen die Gebäude an die Universität der Stadt über, heute befindet sich die juristische Fakultät in dem Palast. Der Innenhof („Quadriportico“) mit dem monumentalen Zugang zum Domplatz sowie einige Säle in Erdgeschoss und Keller sind für die Öffentlichkeit zugänglich.
Gegenüber dem Palast befindet sich die Kathedrale Santa Maria Annunziata. Sie wurde im 19. Jahrhundert in neoklassischen Stil errichtet, nachdem der romanisch-gotische Vorgängerbau durch ein Erdbeben zerstört worden war. 1997 wurde sie bei einem Erdbeben erneut schwer beschädigt, ist heute aber wieder zugänglich. Die Pinakothek in der Klosteranlage San Domenico beherbergt Werke aus Mittelalter und Renaissance.
Umgeben wird Camerino von einem Ring auffälliger Burgen, herausragend die nördlich gelegene Rocca d’Ajella mit ihren zwei charakteristischen Türmen mit Zinnenkränzen. Unter der Herrschaft der da Varano waren die Burgen Teil eines militärischen Verteidigungs-Systems, dessen Wurzeln bis ins Jahr 1382 zurückreichen.

## Persönlichkeiten

### Söhne und Töchter der Stadt
- Venantius von Camerino (* 235; † 251, 253 oder 254) ist ein Heiliger und Schutzpatron der Stadt Camerino
- Answin von Camerino († 861), Bischof von Camerino, Heiliger der katholischen Kirche, Festtag 13. März
- Giovanni Boccati (um 1420–nach 1480), Maler der Frührenaissance
- Costanza Varano (1426–1447), Humanistin, Gelehrte und Schriftstellerin
- Camilla Battista Varano (1458–1524), Mystikerin, Äbtissin und Heilige der katholischen Kirche
- Mariano Pierbenedetti (1538–1611), Kardinal und Bischof der katholischen Kirche
- Tiburzio Vergelli (1551–1609), Bildhauer und Gießer
- Giovanni Battista Borghi (1738–1796), Komponist der Klassik
- Venanzio Rauzzini (1746–1810), Opernsänger (Sopran/Kastrat), Pianist, Komponist und Gesangspädagoge
- Giusto Recanati (1789–1861), Ordensgeistlicher und Kardinal
- Osvaldo Casali (1824–1907), Weihbischof in Camerino
- Antonietta Maria Bessone Aurelj (1869–um 1953), Dramatikerin, Kunstschriftstellerin, Lyrikerin und Miniaturmalerin
- Emilio Betti (1890–1968), Rechtswissenschaftler
- Ugo Betti (1892–1953), Dramatiker
- Jimmy Fontana (1934–2013), Sänger, Komponist und Schauspieler
- Antonio Napolioni (* 1957), Bischof von Cremona
- Daniela Reina (* 1981), Leichtathletin

### Mit der Stadt verbundene Persönlichkeiten
- Guido von Spoleto (855–894), Markgraf von Camerino
- Johannes von Parma (um 1208–1289), Generalminister des Franziskanerordens, Seliger der katholischen Kirche, starb am 19. März 1289 in Camerino